# Grace (Mandy Capristo)
Grace è il primo album in studio della cantante tedesca Mandy Capristo, pubblicato nell'aprile 2012.

## Tracce
1. Allow Me – 3:23
2. The Way I Like It – 3:14
3. Overrated – 3:45
4. Side Effects – 3:30
5. Sing – 3:07
6. Hurricane – 3:50
7. Closer – 4:02
8. It Don't Matter – 4:43
9. Risque – 4:45
10. Intense – 3:58
11. Otherside (Red Hot Chili Peppers cover) – 5:54
12. Grace – 4:44

## Classifiche
| Classifica (2012) | Posizione raggiunta |
| ----------------- | ------------------- |
| Austria           | 28                  |
| Germania          | 8                   |
| Svizzera          | 21                  |